# Peter John Leech
Pour les articles homonymes, voir Leech.
Peter John Leech, né le 24 juin 1826 à Dublin et mort à Victoria (Colombie-Britannique) le 6 juin 1899, est un ingénieur et explorateur irlandais.

## Biographie
Militaire, il prend part à la Guerre de Crimée (1854-1856) durant laquelle il participe à une commission scientifique internationale sur la frontière russo-turque.
En 1858, il travaille comme astronome en Colombie-Britannique. En 1864, Robert Brown l'engage pour le seconder et comme astronome dans son expédition dans l'île de Vancouver.
Il entre ensuite en 1866 à la Western Union Telegraph Company et explore pour celle-ci les cours des fleuves Nass et Stikine.
Membre de la Compagnie de la Baie d'Hudson de 1868 à 1882, il devient en 1883 géomètre et juge de paix à Victoria où il finit sa vie.
On lui doit en 1899 des tables astronomiques simplifiées.
Une ville de Colombie-Britannique (Leechtown) ainsi qu'un fleuve, ont été nommés en son honneur.
Il est mentionné par Jules Verne dans le chapitre VI de son roman Les Histoires de Jean-Marie Cabidoulin.